# Rosmarie kommt aus Wildwest
Rosmarie kommt aus Wildwest ist eine österreichische Filmkomödie aus dem Jahre 1956 von Wolfgang Becker mit Erika Remberg in der Titelrolle. Der Geschichte liegt der gleichnamige Schwank von Hannes Peter Stolp und Hans Kirchhoff zugrunde.

## Handlung
Oskar Braun bewohnt mit Gattin Berta eine schicke Villa in einem Wiener Nobelviertel. Der Generaldirektor versucht verzweifelt, den Schein eines erfolgreichen Geschäftsmannes aufrechtzuerhalten, denn in Wahrheit ist er de facto pleite. Als Silberstreif am Horizont erscheint da seine Nichte Rosmarie, die in den USA zu einem richtigen Wildwest-Girl gereift ist und nun zu Besuch in Wien weilt. Das temperamentvolle, schwarzhaarige Mädchen mit den grünen Augen besitzt den Charme von 500.000 Dollar, die sie nach dem Tode ihres Vaters geerbt hat. Nicht nur Oskar ist entzückt über diesen finanziell bestens gepolsterten Verwandtschaftsbesuch aus Amerika, auch Willy Sanders und dessen Cousin Kurt. Schlitzohr Kurt hatte dem gutgläubigen Willy vor gar nicht so langer Zeit dessen Gut Wildegg zu einem Spottpreis abluchst. 
Willy Sanders erinnert Rosmarie sogleich an ihre Heimat, genauer gesagt an den Pferdedieb Jack, der einst in Denver gehenkt wurde und einen ähnlichen Rauschebart trug. Dennoch gefällt ihr Willy sehr … wenn er doch bloß nicht so alt wäre, wie er ihr mit seinem Vollbart erscheint. Kurt Sanders macht sich sogleich an Rosmarie heran und die lässt sich von dem deutlich älteren Mann vorübergehend betören. Doch nur zum Schein, denn als das Mädel aus Wildwest erfährt, wie Kurt an Gut Wildegg gekommen ist, ändert sich ihre Einstellung zu dem Halunken schlagartig. Nun plant sie, den zwielichtigen Wienern, zu denen sie mit Recht auch Onkel Oskar zählt, das Handwerk zu legen. Denn Oskar Braun hatte seine schmierigen Finger in windigen Exportgeschäften, die Rosmaries Vater in ein sehr schlechtes Licht rückten. Während sie einen Plan entwirft, um Kurt Gut Wildegg wieder abzuluchsen, lernen sich Rosmarie und Willy einander kennen. Bei einem gemeinsamen Ausritt verliert dieser seinen Bart, der ihn um Jahrzehnte älter gemacht hat, und plötzlich taucht hinter der Maskerade ein schmucker Mann auf, der zu Rosmarie auch altersmäßig perfekt passt. 
Beide verlieben sich ineinander, und Rosmarie beginnt schließlich ihren vielschichtigen Rachefeldzug. Auf der angesetzten Hochzeit auf Wildegg, auf der Rosmarie Kurt heiraten soll, bereitet das Wildwestmädel die „Rückeroberung“ des Guts vor und setzt mit ordentlichem Whiskykonsum Tante Berta und Hausdame Madeleine soweit schachmatt, bis diese ausplaudern, wo Oskar diejenigen Dokumente versteckt hält, mit denen Rosmarie ihren verunglimpften Vater rehabilitieren könnte. Als Oskar ahnt, dass seine fiesen Transaktionen herausgekommen sind, organisiert ihm sein treuer Diener Stefan ein Flugticket nach Genua und eine weitere Fahrkarte, mit der Oskar mit dem Schiff nach Montevideo entkommen kann. Doch alles kommt zu spät, die eintreffende Polizei sorgt für Gerechtigkeit, und endlich können sich Rosmarie und Willy auf ihr gemeinsames Glück freuen.

## Produktionsnotizen
Rosmarie kommt aus Wildwest entstand im Frühling 1956 in Österreich und wurde am 27. Juli 1956 in Deutschland uraufgeführt. Im produzierenden Österreich lief der Film zwei Monate später an.
Produzent Eduard Hoesch übernahm auch die Herstellungsleitung. Willi Schatz schuf die Filmbauten, Gerdago und Leo Bei die Kostüme.

## Kritik
Im Lexikon des Internationalen Films heißt es: „Eine Mischung aus Wildwestparodie und Wiener Volksstück.“